# Desa Trasan (administrativ by i Indonesien, lat -7,66, long 110,70)
Desa Trasan är en administrativ by i Indonesien.   Den ligger i provinsen Jawa Tengah, i den västra delen av landet, 500 km öster om huvudstaden Jakarta.